# Luke Evans
Luke George Evans (Pontypool, 15 aprile 1979) è un attore e cantante gallese.
È un attore sia teatrale sia cinematografico ed è ricordato soprattutto per le sue performance nelle opere teatrali Rent, Miss Saigon e Piaf e nei film Scontro tra titani, I tre moschettieri, Fast & Furious 6, Dracula Untold, per il ruolo di Bard nella la trilogia de Lo Hobbit  e per il ruolo di Gaston nel film Disney La bella e la bestia.

## Biografia
Luke Evans è cresciuto ad Aberbargoed, una cittadina situata nella Rhymney Valley (Galles), in una famiglia di Testimoni di Geova, figlio unico di Yvonne Lewis e David Evans. Ha dichiarato di essere stato vittima di bullismo da bambino poiché nei fine settimana doveva accompagnare i suoi genitori nel proselitismo porta a porta, anche nelle famiglie dei suoi compagni di scuola. Per questo motivo era uno dei bersagli preferiti dai coetanei.
A 16 anni lascia la scuola ed il movimento religioso e si trasferisce poco dopo a Cardiff dove inizia a lavorare come commesso in un negozio di scarpe e nel contempo studia sotto la supervisione di Louise Ryan, uno stimato maestro di canto. Nel 1997 vince una borsa di studio presso il The London Studio Centre di King's Cross, dove si diploma nel 2000.

### Carriera
Tra il 2000 ed il 2008 l'attore ha recitato in numerose produzioni di teatro del West End a Londra, tra cui i musical La Cava, Taboo, Rent, Miss Saigon e Avenue Q. Nel 2008 ha ottenuto il ruolo teatrale per cui è maggiormente conosciuto dal pubblico, ossia quello di Vincent nell'opera Small Change, scritta e diretta da Peter Gill e messa in scena alla Donmar Warehouse. Grazie alla sua interpretazione in questa opera ha ricevuto critiche positive sia da registi che da agenzie di recitazione statunitensi, e ha ottenuto anche una nomination agli Evening Standard Theatre Awards 2008 nella categoria "Miglior esordiente".

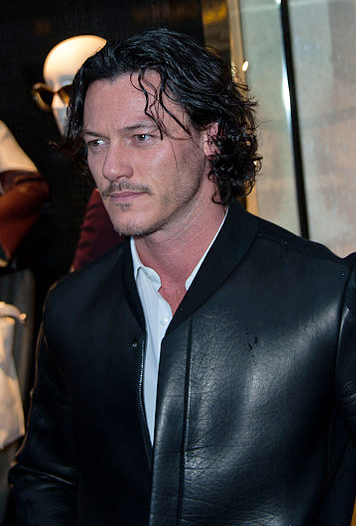
Luke Evans nel 2014

Nel 2009, all'età di trent'anni, Evans ha partecipato al suo primo provino per un ruolo cinematografico. Nel 2010 ha recitato nel suo primo film, ossia Sex & Drugs & Rock & Roll, diretto da Mat Whitecross e con protagonista Andy Serkis. Da quel momento in poi iniziò a partecipare ad un gran numero di film. Sempre nel 2010 è apparso nei film Scontro tra titani, in cui interpreta il ruolo del Dio Apollo, e Tamara Drewe - Tradimenti all'inglese, basata sull'omonima striscia a fumetti di Posy Simmonds.
Nel 2011 ha recitato nei film Blitz, diretto da Elliott Lester, tratto dall'omonimo romanzo di Ken Bruen, accanto a Jason Statham e Paddy Considine. Lo stesso anno è nel cast di I tre moschettieri, nel ruolo di Aramis, e di Immortals, in cui torna a recitare nel ruolo di una divinità greca, in questo caso Zeus. Nel 2012 partecipa al film diretto da James McTeigue, The Raven, in cui recita accanto a John Cusack e Alice Eve, sostituendo l'attore Jeremy Renner, e recita nel film horror No One Lives, diretto da Ryūhei Kitamura. L'anno dopo prende parte al secondo e al terzo capitolo della trilogia diretta da Peter Jackson tratta dal romanzo di J. R. R. Tolkien Lo Hobbit, in cui interpreta il ruolo di Bard l'Arciere. Aveva preso parte anche alla prima pellicola della trilogia, Lo Hobbit - Un viaggio inaspettato, ma compare solamente nella versione estesa.
Nel 2013 recita accanto a Vin Diesel, Paul Walker e Dwayne Johnson nel film Fast & Furious 6 diretto da Justin Lin. Nel 2014 veste i panni del leggendario Vlad III di Valacchia, ovvero il Conte Dracula, nel film Dracula Untold ed entra nel cast di High-Rise - La rivolta, con Tom Hiddleston e Jeremy Irons. Nel 2016 è accanto a Emily Blunt e Haley Bennett in La ragazza del treno. Nel 2017 interpreta Gaston nel remake live action del film d'animazione del 1991, La bella e la bestia, accanto ad Emma Watson ed è inoltre in Professor Marston and the Wonder Women, film sulla creazione del personaggio di Wonder Woman. Dal 2018 Evans è inoltre nel cast de L'alienista, una serie TV in costume ambientata nella New York del 1896.
Nel 2019 Evans partecipa a ben 5 film (tra cui Angel of Mine), interpretando, fra gli altri, anche il poliziotto Ben Hawkins nel film MA, con protagonista Octavia Spencer.

### Vita privata
È dichiaratamente omosessuale e in un'intervista del 2002 ha detto: «Tutti sapevano che fossi gay, e nella mia vita a Londra non ho mai cercato di nasconderlo». Nel 2004 ha dichiarato inoltre che il fatto di essere omosessuale non ha condizionato in alcun modo la sua carriera di attore.

## Filmografia

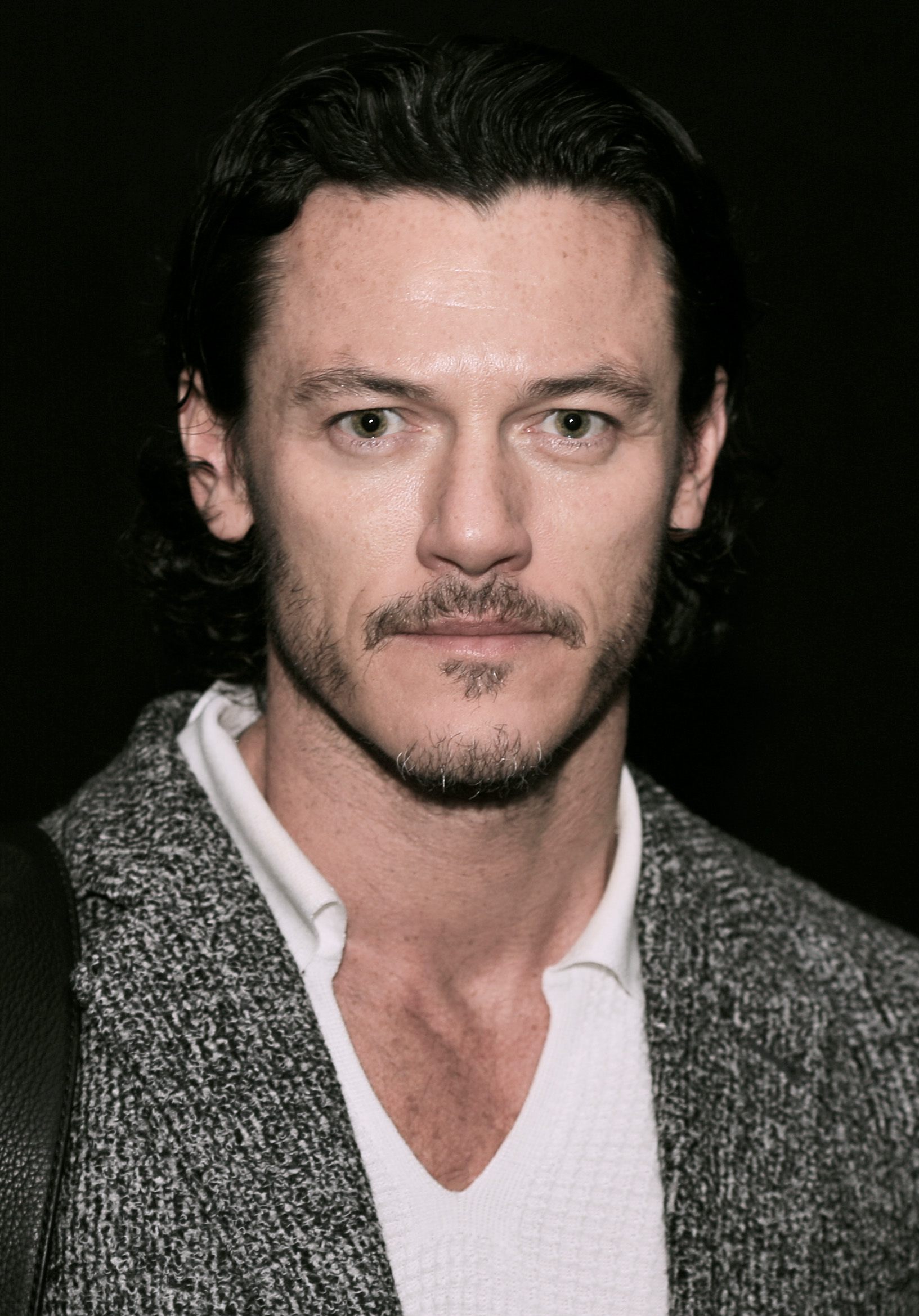
Luke Evans nel 2014.

### Attore

#### Cinema
- Don't Press Benjamin's Buttons, regia di Craig Robert Young – cortometraggio (2009)
- Cowards & Monsters, regia di Tristan Goligher – cortometraggio (2010)
- Sex & Drugs & Rock & Roll, regia di Mat Whitecross (2010)
- Scontro tra titani (Clash of the Titans), regia di Louis Leterrier (2010)
- Tamara Drewe - Tradimenti all'inglese (Tamara Drewe), regia di Stephen Frears (2010)
- Blitz, regia di Elliot Lester (2011)
- I tre moschettieri (The Three Musketeers), regia di Paul W. S. Anderson (2011)
- Immortals, regia di Tarsem Singh (2011)
- Flutter, regia di Giles Borg (2011)
- The Raven, regia di James McTeigue (2012)
- No One Lives, regia di Ryūhei Kitamura (2012)
- Ashes, regia di Mat Whitecross (2012)
- Fast & Furious 6 (Furious 6), regia di Justin Lin (2013)
- Lo Hobbit - La desolazione di Smaug (The Hobbit: The Desolation of Smaug), regia di Peter Jackson (2013)
- Dracula Untold, regia di Gary Shore (2014)
- Lo Hobbit - La battaglia delle cinque armate (The Hobbit: Battle of Five Armies), regia di Peter Jackson (2014)
- Fast & Furious 7 (Furious 7), regia di James Wan (2015) – cameo
- High-Rise - La rivolta (High-Rise), regia di Ben Wheatley (2015)
- Message from the King, regia di Fabrice Du Welz (2016)
- La ragazza del treno (The Girl on the Train), regia di Tate Taylor (2016)
- La bella e la bestia (Beauty and the Beast), regia di Bill Condon (2017)
- Fast & Furious 8 (The Fate of the Furious), regia di F. Gary Gray (2017) – cameo
- Professor Marston and the Wonder Women, regia di Angela Robinson (2017)
- 10x10, regia di Suzi Ewing (2018)
- Ma, regia di Tate Taylor (2019)
- Anna, regia di Luc Besson (2019)
- Murder Mystery, regia di Kyle Newacheck (2019)
- Angel of Mine, regia di Kim Farrant (2019)
- Midway, regia di Roland Emmerich (2019)
- Confini e dipendenze (Crisis), regia di Nicholas Jarecki (2021)
- Pinocchio, regia di Robert Zemeckis (2022)
- Our Son, regia di Bill Oliver (2023)
- Dopo Oliver (Good Grief), regia di Dan Levy (2023)
- Weekend a Taipei, regia di George Jay Huang (2024)

#### Televisione
- The Great Train Robbery, regia di Julian Jarrold e James Strong – miniserie TV (2013)
- L'alienista (The Alienist) – serie TV, 18 episodi (2018-2020)
- The Pembrokeshire Murders, regia di Marc Evans – miniserie TV (2021)
- Nine Perfect Strangers – serie TV, 8 episodi (2021)
- Echo 3 – serie TV, 9 episodi (2022-2023)
- Weekend a Taipei - film (2024)

#### Videoclip
- England Lost di Mick Jagger (2017)

### Doppiatore
- Fast & Furious: Showdown – videogioco (2013)
- Bonobos: Back to the Wild, regia di Alain Tixier (2015)
- Robot Chicken – serie animata, episodi 8x08-9x08 (2016, 2018)
- StarDog and TurboCat, regia di Ben Smith (2019)
- Crossing Swords – serie animata, 20 episodi (2020-2021)
- Scrooge - Canto di Natale (Scrooge: A Christmas Carol), regia di Stephen Donnelly (2022)

## Teatro
- La Cava, libretto di Dana Broccoli, regia di Steven Dexter, colonna sonora di Stephen Keeling, Victoria Palace Theatre e Piccadilly Theatre di Londra (2000)
- Taboo, libretto di Mark Davies, regia di Christopher Renshaw, colonna sonora di Boy George, The Venue di Londra (2002)
- Miss Saigon, libretto di Alain Boublil e Richard Maltby Jr., regia di Mitchell Lemsky, colonna sonora di Claude-Michel Schönberg (2004) – tour britannico
- Avenue Q, libretto di Jeff Whitty, regia di Jason Moore, colonna sonora di Robert Lopez e Jeff Marx, St. Martin's Theatre di Londra (2006)
- Rent, colonna sonora e libretto di Jonathan Larson, regia di William Baker, Duke of York's Theatre di Londra (2007)
- Piaf di Pam Gems, regia di Jamie Lloyd. Donmar Warehouse e Vaudeville Theatre di Londra (2008)
- Small Change, testo e regia di Peter Gill. Donmar Warehouse di Londra (2008)
- Backstairs Billy di Marcelo Dos Santos, regia Michael Grandage. Duke of York's Theatre di Londra (2023)

## Discografia

### Album
- 2019 - At Last
- 2022 – A Song for You

### Singoli
- 2019 - Love Is A Battlefield

## Doppiatori italiani
Nelle versioni in italiano delle opere in cui ha recitato, Luke Evans è stato doppiato da:
- Simone D'Andrea in I tre moschettieri, The Raven, Dracula Untold, Professor Marston and the Wonder Women, Ma, Midway, Nine Perfect Strangers, Dopo Oliver
- Giorgio Borghetti in Scontro tra titani, Immortals, Lo Hobbit - La desolazione di Smaug, Lo Hobbit - La battaglia delle cinque armate, L'alienista, Echo 3
- Fabio Boccanera in Message from the King, La ragazza del treno, Anna
- Alessio Cigliano in Fast & Furious 6, Fast & Furious 8
- Marco Manca in La bella e la bestia, Pinocchio
- Massimiliano Alto in Tamara Drewe - Tradimenti all'inglese
- Gabriele Lopez in Blitz
- Daniele Raffaeli in No One Lives
- Riccardo Scarafoni in High-Rise - La rivolta
- Diego Baldoin in Outfall
- Gabriele Sabatini in Murder Mystery
- Andrea Lavagnino in Angel of Mine
- Guido Di Naccio in Confini e dipendenze

Da doppiatore è sostituito da:
- Simone D'Andrea in Scrooge - Canto di Natale (dialoghi)
- Roberto Tiranti in Scrooge - Canto di Natale (canto)